# رود بیا
 رود بیا رودی است به رود اب می‌ریزد. این رود از کشور روسیه می‌گذرد.